# Mundekulla
Mundekulla är en liten by på fyra gårdar i Långasjö socken i Emmaboda kommun i Glasrikets Småland. Ingemar Mundebo, Sveriges finansminister på 1980-talet, växte upp i en av byns gårdar och tog namnet Mundebo (född Johansson) för att hedra sin hemort när han flyttade från byn.
Författaren Vilhelm Moberg växte även upp 5 km från byn.